# Niccolò Ammaniti
Niccolò Ammaniti (ur. 25 września 1966 w Rzymie) – włoski pisarz, reżyser.

## Biografia
Niccolò Ammaniti urodził się w Rzymie w 1966 roku. Debiutował w 1994 roku powieścią "Branchie" (Skrzela) (Editrice Ediesse, następnie Einaudi, 1997). W 1995 roku opublikował esej "Nel nome del figlio"  (W imię syna) napisany z ojcem Massimo – profesorem psychiatrii na Uniwersytecie La Sapienza w Rzymie, poświęcony problemom okresu dojrzewania, a w 1996 roku zbiór opowiadań  "Fango" (Mondadori). Jego opowiadania wyszły w antologiach "Gioventù cannibale" (Einaudi, 1996) i "Tutti i denti del mostro sono perfetti" (Mondadori, 1997). Jego książki zostały przetłumaczone na język grecki, francuski, niemiecki, hiszpański, rosyjski. W 1999 r. ukazała się książka "Ti prendo e ti porto via" (Mondadori), natomiast w 2001 r.: "Io non ho paura", została wyróżniona prestiżową włoską nagrodą literacką Premio di Viareggio.
Nicolò Ammaniti powrócił do komiksów, gatunku, który pomógł ukształtować jego styl narracyjny. "Fa un pò male" to książka wydana w 2004 r. (Einaudi). W 2006 r. wydał powieść "Come Dio comanda", która ukazuje idealną relację ojciec-syn, podobnie jak "Io non ho paura". W 2009 wydał powieść "Che la festa cominci", a rok później "Io e te", w 2012 "Il momento è delicato".
Pięć jego powieści doczekało się ekranizacji: "L’ultimo capodanno" (w reżyserii Marco Risi, 1998); "Branchie" (Francesco Ranieri Martinotti, 1999); "Io non ho paura" (Nie boję się) i "Come Dio comanda" (reżyser Gabriele Salvatores, 2003 i 2008), "Io e te" (Bernardo Bertolucci, 2012).
Oprócz tradycyjnych form literackich Ammaniti ma w swym dorobku słuchowisko radiowe i scenariusz filmu animowanego. Jest uważany za jednego z najbardziej obiecujących włoskich pisarzy młodego pokolenia.

## Twórczość
- branchie! (1994)
- Nel nome del figlio (1995)
- Bagno (Fango, 1996)
- Tutti i denti del mostro sono perfetti (1997)
- Il fagiano Johnatan Livingstone (1998)
- ...zabiorę cię ze sobą (Ti prendo e ti porto via, 1999)
- Italia odia (2000)
- Nie boję się (Io non ho paura, 2001)
- Micromega – Fa un po' male (2002)
- Fa un po' male (2004)
- Jak Bóg przykazał (Come Dio Comanda) (2006)